# José Melitón Chávez
José Melitón Chávez (ur. 2 lipca 1957 w Romero Pozo, zm. 25 maja 2021 w San Miguel de Tucumán) – argentyński duchowny katolicki, biskup Concepción w latach 2020–2021.

## Życiorys
Święcenia kapłańskie otrzymał 29 listopada 1985 i został inkardynowany do archidiecezji Tucumán. Był m.in. wicerektorem i rektorem archidiecezjalnego seminarium, wikariuszem generalnym oraz wikariuszem biskupim.
17 października 2015 papież Franciszek mianował go biskupem diecezji Añatuya. Sakry udzielił mu 4 grudnia 2015 biskup Adolfo Uriona.
16 października 2019 został mianowany koadiutorem biskupa diecezji Concepción. Rządy w diecezji objął 19 marca 2020, po przejściu na emeryturę poprzednika.
Zmarł 25 maja 2021 na COVID-19.